# Vin Bruce
Ervin "Vin" Bruce est un chanteur et guitariste cadien né le 25 avril 1932 à Cut Off en Louisiane et mort le 8 juin 2018.
Il signe chez Columbia en 1951 et se produit au Grand Ole Opry en compagnie de Chet Atkins et Hank Williams. Il retourne en Louisiane à la fin des années 50 où il poursuit son activité.